# Mack Holding
Die Mack Holding ist eine Beteiligungsgesellschaft für Unternehmen des Sondermaschinenbaus.
Der Konzern besteht im Wesentlichen aus der Mack Automation (Baindt), der SMR Sondermaschinen GmbH (Wutha-Farnroda) und der ruhlamat GmbH (Gerstungen) mit Niederlassungen in China, Indien, den Vereinigten Staaten und Malaysia.
Größte Konzerngesellschaft ist die ruhlamat GmbH mit rund 1200 Mitarbeitern. Das Unternehmen baut Sondermaschinen zur Herstellung, Personalisierung und Qualitätskontrolle von ID-Karten, Chipkarten, Reisepässen und ePässen. Weiterhin bietet ruhlamat Roboterprogrammierungen, Machbarkeitsstudien für Roboteranwendungen und Roboter-Simulationen sowie Drahtlegemaschinen und Maschinen zur Herstellung von Gesichtsmasken an.
Elektro-Mack betätigt sich auf dem Gebiet der Planung, des Baus und der Inbetriebnahme von industrieller Steuerungs- und Automatisierungstechnik, SMR Sondermaschinen fertigt hauptsächlich Automatisierungstechnik für Medizintechnikhersteller und Automobilzulieferer.
Sowohl ruhlamat als auch SMR Sondermaschinen entstanden 1991 aus dem ehemaligen VEB Uhren- und Maschinenfabrik Ruhla. Elektro-Mack wurde bereits 1974 gegründet.